# 博姆特
博姆特是德国下萨克森州的一个市镇。总面积110.75平方公里，总人口12877人，其中男性6433人，女性6444人（2011年12月31日），人口密度116人/平方公里。

## 友好城市
- 法國 博尔贝克